# 史蒂文·巴尼特 (跳水运动员)
史蒂文·巴尼特（英語：Steven Barnett，1979年6月15日—），澳大利亚男子跳水运动员。他曾代表澳大利亚参加2004年夏季奥林匹克运动会跳水比赛，联同罗伯特·纽伯里获得男子双人3米跳板铜牌。